# Aéroport international de Krabi
Pour les articles homonymes, voir KBV.
L'aéroport international de Krabi (code IATA : KBV • code OACI : VTSG) est un aéroport situé à quinze kilomètres du centre-ville de Krabi en Thaïlande. Il dessert des destinations intérieures (Bangkok, Ko Samui), ainsi que d'Asie du Sud-Est (Singapour, Kuala Lumpur), d'Australie (Darwin), et en saison, d'Europe du Nord (Helsinki, Varsovie, Stockholm-Arlanda, Oslo-Gardermoen, Göteborg).

## Situation
| \| 100 km1:12 067 000 \| Buriram Chiang · Mai Chiang · Rai Chumphon Bangkok- · Don Mueang Bangkok- · Suvarnabhumi Hat Yai Hua Hin Khon Kaen Ko Pha Ngan Krabi Lampang Loei Mae Hong · Son Mae Sot Nakhon · Phanom Nakhon Si Thammarat Nan Nakhon Narathiwat Pai Phitsanulok Phrae Phuket Ranong Roi Et Sakon · Nakhon Ko Samui Sukhothai Surat Thani Trang Trat Pattaya Ubon · Ratchathani Udon Thani |
| 100 km1:12 067 000 |

## Statistiques
Le graphique qui aurait dû être présenté ici ne peut pas être affiché car il utilise l'ancienne extension Graph, désactivée pour des questions de sécurité. Des indications pour créer un nouveau graphique avec la nouvelle extension Chart sont disponibles ici.

Voir la requête brute et les sources sur Wikidata.

## Compagnies aériennes et destinations
| Compagnies             | Destinations                                                                          | Ref   |
| ---------------------- | ------------------------------------------------------------------------------------- | ----- |
| AirAsia                | Kuala Lumpur                                                                          |       |
| Azur Air               | En saison Charter : Saint-Pétersbourg-Poulkovo, Moscou-Vnoukovo                       |       |
| Bangkok Airways        | Bangkok-Suvarnabhumi, Ko Samui                                                        |       |
| China Eastern Airlines | En saison : Pékin-Capitale, Nanchang-Changbei, Wuhan, Wuxi/Suzhou, Xi'an-Xianyang     |       |
| Finnair                | En saison : Helsinki-Vantaa                                                           |       |
| Korean Air             | Charter : Séoul-Incheon                                                               | [ 1 ] |
| Nok Air                | Bangkok-Don Muang                                                                     |       |
| Nordwind Airlines      | En saison : Moscou Chérémétiévo                                                       |       |
| Norwegian Air Shuttle  | En saison : Copenhague-Kastrup, Oslo-Gardermoen, Stockholm-Arlanda                    | [ 2 ] |
| Pegas Fly              | En saison Charter : Krasnoïarsk-Iémélianovo, Vladivostok                              |       |
| Qatar Airways          | En saison : Doha-Hamad                                                                |       |
| Royal Flight           | En saison Charter : Moscou Chérémétiévo, Iékaterinbourg-Koltsovo                      |       |
| Scoot                  | Singapour-Changi                                                                      |       |
| Shanghai Airlines      | En saison : Shanghai-Pudong                                                           |       |
| Sichuan Airlines       | Chengdu-Shuangliu, Canton-Baiyun En saison : Chongqing-Jiangbei                       | [ 3 ] |
| Spring Airlines        | Chengdu-Shuangliu, Shanghai-Pudong                                                    | [ 4 ] |
| Thai AirAsia           | Bangkok-Don Muang, Chiang Mai, Chongqing-Jiangbei, Hong Kong, Macao, Singapour-Changi |       |
| Thai Airways           | Bangkok-Suvarnabhumi                                                                  |       |
| Thai Lion Air          | Bangkok-Don Muang En saison Charter : Changsha, Hefei                                 | [ 5 ] |
| Thai Smile             | Bangkok-Suvarnabhumi                                                                  |       |
| Thai Vietjet Air       | En saison : Bangkok-Suvarnabhumi                                                      | [ 6 ] |
| TUI Airways            | En saison Charter : Copenhague-Kastrup, Göteborg, Helsinki-Vantaa, Stockholm-Arlanda  |       |

Édité le 24/05/2019